# Straßwalchen
Straßwalchen – gmina targowa w Austrii, w kraju związkowym Salzburg, w powiecie Salzburg-Umgebung. Według Austriackiego Urzędu Statystycznego liczyła 7131 mieszkańców (1 stycznia 2015).